# Marija Petković
Marija Petković, z redovnim imenom Marija Križanega Jezusa (hrvaško Marija od Propetog Isusa), hrvaška redovnica in blaženica, * 10. december 1892, Blato, † 9. junij 1966, Rim.
Je ustanoviteljica redovne skupnosti Hčere usmiljenja sv. Frančiška.

## Češčenje
Leta 1989 je Družba sprožila škofijski postopek za njeno beatifikacijo. Postopek je bil zaključen leta 1997 in posredovan Kongregaciji za zadeve svetnikov. 5. julija 2002 je bil razglašen Odlok o njenih junaških krepostih in 20. decembra istega leta še Odlok o čudežih . Papež Janez Pavel II. jo je razglasil za blaženo 6. junija 2003 v Dubrovniku med svojim tretjim obiskom Hrvaške.